# Reni, Ukraina
Reni (tiếng Ukraina: Рені) là một thành phố của Ukraina. Thành phố này thuộc tỉnh Odessa. Thành phố này có diện tích ? km², dân số theo điều tra dân số năm 2001 là 20.481 người.